# Municipio de Gayville
El municipio de Gayville (en inglés: Gayville Township) es un municipio ubicado en el condado de Yankton en el estado estadounidense de Dakota del Sur. En el año 2010 tenía una población de 197 habitantes y una densidad poblacional de 2,33 personas por km².

## Geografía
El municipio de Gayville se encuentra ubicado en las coordenadas 42°51′33″N 97°12′36″O / 42.85917, -97.21000. Según la Oficina del Censo de los Estados Unidos, el municipio tiene una superficie total de 84.64 km², de la cual 80,48 km² corresponden a tierra firme y (4,91 %) 4,16 km² es agua.

## Demografía
Según el censo de 2010, había 197 personas residiendo en el municipio de Gayville. La densidad de población era de 2,33 hab./km². De los 197 habitantes, el municipio de Gayville estaba compuesto por el 96,45 % blancos, el 1,02 % eran amerindios y el 2,54 % eran de una mezcla de razas. Del total de la población el 0,51 % eran hispanos o latinos de cualquier raza.